# Dryadula phaetusa
Genre
Espèce
Dryadula phaetusa est une espèce néotropicale de lépidoptères de la famille des Nymphalidae et de la sous-famille des Heliconiinae.
Elle est l'unique représentante du genre monotypique Dryadula.

## Description

### Papillon
L'imago de Dryadula phaetusa est un grand papillon d'une envergure de 8,6 à 8,9 cm, aux ailes antérieures et aux antennes moins longues que les autres Heliconiini. Les mâles ont le dessus des ailes orange vif barré de nettes bandes noires, et les femelles sont d'une couleur orange plus terne, avec des bandes noires plus floues.

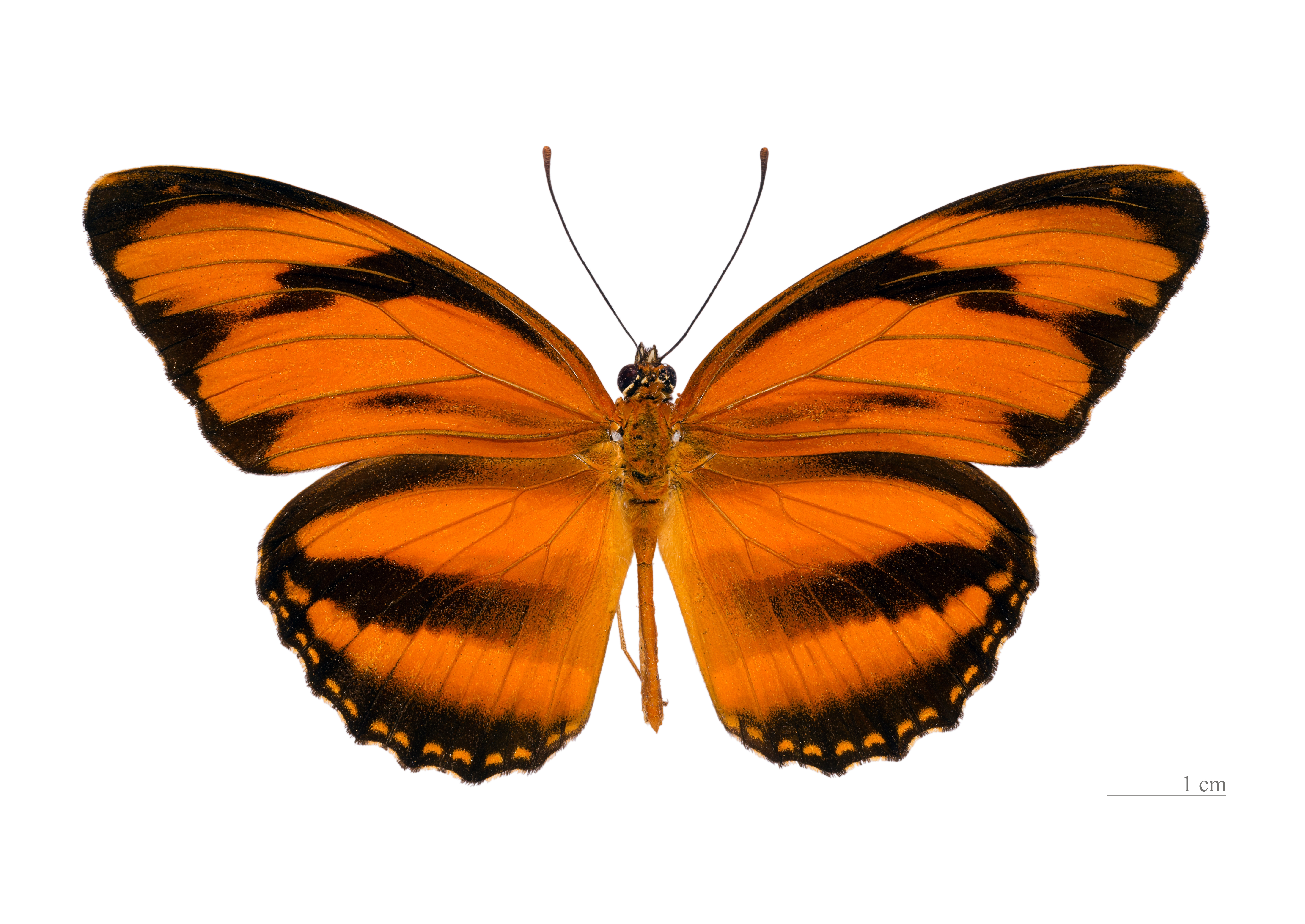
Face dorsale – coll. MHNT
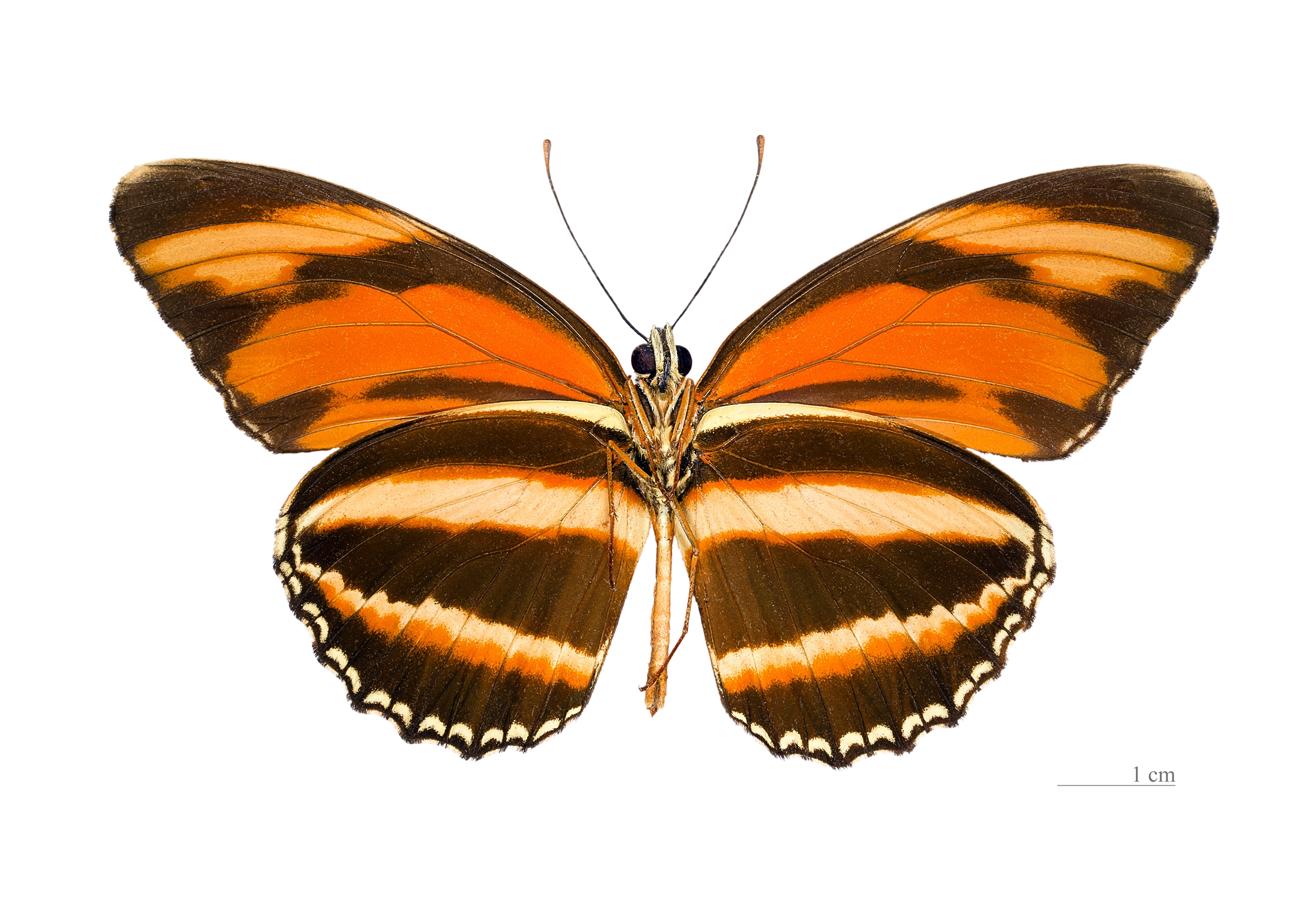
Face ventrale – coll. MHNT

### Chenille
La chenille est pourpre avec de nombreuses épines.

## Biologie
Dryadula phaetusa vole toute l'année en zone tropicale, et a été observée en juillet et en décembre au Texas.
Les plantes hôtes de sa chenille sont des passiflores, notamment Passiflora talamacensis au Costa Rica,.
Avant la saison de l'accouplement, les mâles de cette espèce se rassemblent par centaines sur des plaques de sol humide qui contiennent des sels minéraux. Quand ils ne peuvent pas trouver de tels dépôts, ils se posent sur divers animaux pour boire les sécrétions salées de leur peau et de leur narines.

## Distribution et biotopes
Cette espèce est répandue sur une aire s'étendant du Mexique au Brésil et au Paraguay en passant par l'Amérique centrale,,.
Elle vient aussi de façon erratique dans le Sud des États-Unis (Texas et Kansas).
Elle se rencontre dans divers milieux perturbés, notamment dans les clairières, les pâturages, le long des cours d'eau et des routes, et dans la forêt humide.

## Nom vernaculaire
Dryadula phaetusa se nomme en anglais Banded Longwing,.

## Systématique
L'espèce Dryadula phaetusa a été décrite par le naturaliste suédois Carl von Linné en 1758, sous le nom initial de Papilio phaetusa.
Elle est actuellement la seule représentante du genre Dryadula, décrit en 1942 par l'entomologiste américain Charles Duncan Michener,.

### Synonymie pour l'espèce
Selon FUNET Tree of Life (14 septembre 2019) :
- Papilio phaetusa Linnaeus, 1758
- Papilio (Heliconius) ater Goeze, 1779
- Colaenis phaetusa f. stupenda Stichel, 1908
- Colaenis phaetus f. lutulenta Stichel, 1908
- Colaenis phaetusa f. deleta Stichel, 1908
- Dryadula phaetusa stupenda Riley, 1926

## Protection
L'espèce n'a pas de statut de protection particulier aux États-Unis.